# American Horror Story: Double Feature
American Horror Story: Double Feature es la décima temporada de la serie de televisión estadounidense de antología y horror de FX American Horror Story, creada por Ryan Murphy y Brad Falchuk, estrenada el 25 de agosto de 2021. Originalmente fue programada para estrenarse en 2020, pero se retrasó debido a que la producción se interrumpió como resultado de la pandemia de COVID-19.
Entre los miembros del elenco que regresan se encuentran Sarah Paulson, Evan Peters, Lily Rabe, Finn Wittrock, Frances Conroy, Billie Lourd, Leslie Grossman, Adina Porter, Angelica Ross, Cody Fern y Denis O'Hare, junto con los nuevos miembros Macaulay Culkin, Ryan Kiera Armstrong, Neal McDonough, Nico Greetham, Issac Cole Powell, Rachel Hilson, Rebecca Dayan y Kaia Gerber.

## Elenco y personajes

### Parte 1:Red Tide
Principales
- Sarah Paulson como TB Karen[2]
- Evan Peters como Austin Sommers[2]
- Lily Rabe como Doris Gardener[2]
- Finn Wittrock como Harry Gardener[2]
- Frances Conroy como Sarah Cunningham «Belle Noir»[3]
- Billie Lourd como la Dra. Leslie «Lark» Feldman[2]
- Leslie Grossman como Ursula Caan[2]
- Adina Porter como la Jefa Burelson[2]
- Angelica Ross como La Química[2]
- Macaulay Culkin como Mickey[2]
- Ryan Kiera Armstrong como Alma Gardener[4]

Recurrentes
- Denis O'Hare como Holden Vaughn
- Robin Weigert como Martha Edwards
- Spencer Novich como Vlad
- Kayla Blake como Dra A. Jordan

Invitados
- Rachel Finninger como Melanie
- Blake Shields como Tony
- Jim Ortlieb como Ray Cunningham
- Eureka O'Hara como Crystal DeCanter
- Dot-Marie Jones como la soldado Jan Remy
- Benjamín Papac como Rory

### Parte 2:Death Valley
Principales
- Sarah Paulson como Mamie Eisenhower
- Lily Rabe como Amelia Earhart
- Leslie Grossman como Calico
- Angelica Ross como Theta
- Neal McDonough como Dwight D. Eisenhower
- Kaia Gerber como Kendall Carr
- Nico Greetham como Cal Cambon
- Isaac Cole Powell como Troy Lord
- Rachel Hilson como Jamie Howard
- Rebecca Dayan como Maria Wycoff

Recurrentes
- Cody Fern como Valiant Thor
- Craig Sheffer como Richard Nixon
- Christopher Stanley como Sherman Adams
- Alisha Soper como Marilyn Monroe
- Mike Vogel como John F. Kenedy

Invitados
- Len Cordova como Steve Jobs
- John Sanders como Buzz Aldrin
- Bryce Johnson como Neil Armstrong
- Karl Makinen como Lyndon B. Johnson
- Jeff Heapy como Stanley Kubrick
- Vincent Foster como Henry Kissinger

## Episodios
| Parte 1: Red Tide |    |                          |                             |                                                           |                          |        |      |
| 104 | 1  | «Cape Fear»              | John J. Gray                | Brad Falchuk                                              | 25 de agosto de 2021     | AATS01 | 0,93 |
| Un escritor con problemas, su mujer embarazada y su hija se mudan a un pueblo costero aislado para pasar el invierno. Una vez están asentados, los verdaderos habitantes del pueblo se dan a conocer.                                              |    |                          |                             |                                                           |                          |        |      |
| 105 | 2  | «Pale»                   | Loni Peristere              | Brad Falchuk                                              | 25 de agosto de 2021     | AATS02 | 0,58 |
| Una solución rápida para el bloqueo escritor de Harry tiene unos efectos secundarios inesperados. Dos excéntricos vecinos de la zona ofrecen su ayuda a Harry.                                                                                     |    |                          |                             |                                                           |                          |        |      |
| 106 | 3  | «Thirst»                 | Loni Peristere              | Brad Falchuk                                              | 1 de septiembre de 2021  | AATS03 | 0,70 |
| El nuevo talento de Harry trae un visitante inesperado al pueblo. Alma decide encargarse de sus asuntos con sus propias manos. |    |                          |                             |                                                           |                          |        |      |
| 107 | 4  | «Blood Buffet»           | Axelle Carolyn              | Brad Falchuk                                              | 8 de septiembre de 2021  | AATS04 | 0,61 |
| La oscura historia de Provincetown y sus residentes sale a la luz. |    |                          |                             |                                                           |                          |        |      |
| 108 | 5  | «Gaslight»               | John J. Gray                | Manny Cotto & Brad Falchuk                                | 15 de septiembre de 2021 | AATS05 | 0,64 |
| Harry lucha por mantener a Alma bajo control. Doris es empujada más allá de sus límites.Alma amenaza con liberarse de la influencia de Harry a medida que su control sobre la situación se debilita; Doris grita cuando la empujan demasiado lejos |    |                          |                             |                                                           |                          |        |      |
| 109 | 6  | «Winter Kills»           | John J. Gray                | Ryan Murphy                                               | 22 de septiembre de 2021 | AATS06 | 0,73 |
| Parte 2: Death Valley |    |                          |                             |                                                           |                          |        |      |
| 110 | 7  | «Take Me To Your Leader» | Max Winkler                 | Brad Falchuk & Kristen Reidel & Manny Coto                | 29 de septiembre de 2021 | AATS07 | 0,69 |
| En 1954 una misteriosa nave llama la atención del presidente Eisenhower. Una misteriosa mujer dice ser Amelia Earhart. Una serie de eventos siembra inquietud en 4 amigos universitarios.                                                          |    |                          |                             |                                                           |                          |        |      |
| 111 | 8  | «Inside»                 | Tessa Blake                 | Manny Coto & Kristen Reidel & Brad Falchuk                | 6 de octubre de 2021     | AATS08 | 0,48 |
| 112 | 9  | «Blue Moon»              | Laura Belsey & John J. Gray | Kristen Reidel & Manny Coto & Reilly Smith                | 13 de octubre de 2021    | AATS09 | 0,58 |
| 113 | 10 | «The Future Perfect»     | Axelle Carolyn              | Brad Falchuk & Manny Coto & Kristen Reidel & Reilly Smith | 20 de octubre de 2021    | AATS10 | 0,58 |

## Producción

### Desarrollo
El 3 de agosto de 2018, la serie fue renovada por una décima temporada, que se emitiría en 2020. El 26 de mayo de 2020, se anunció que la décima temporada se retrasaría hasta 2021 debido a que la producción se había paralizado a causa de la pandemia de COVID-19. Tras la interrupción, el cocreador de la serie, Ryan Murphy, dijo en una entrevista con TheWrap que el retraso podría cambiar el tema de la temporada, ya que su idea inicial debía filmarse durante los meses más cálidos del año. Al mes siguiente, Murphy reveló un póster promocional de la temporada a través de su cuenta de Instagram; la imagen muestra una boca abierta con dientes muy afilados mientras una mano está tatuando «AHS 10» en la lengua. La décima temporada ha recibido una cantidad estimada de USD 48 millones en créditos fiscales bajo la iniciativa «Programa 2.0» de la Asociación de Cine de California. El 19 de marzo de 2021, Murphy reveló que el título de la temporada sería Double Feature; abarcará dos historias diferentes, «una junto al mar, otra junto a la arena».

### Casting
En noviembre de 2019, Murphy anunció que algunos miembros del elenco de las tres primeras temporadas podrían regresar para la décima, diciendo: «Las personas que ayudaron a convertir este programa en lo que es, que creyeron en él desde el principio, han sido contactadas y están interesadas. Así que, si miras la iconografía de las tres primeras temporadas, puedes imaginar a quién he ido y quién podría volver». También dijo que la temporada sería «acerca de reunir a los actores favoritos de los fanáticos». Más tarde ese día, Sarah Paulson confirmó que volvería a la serie en un papel principal. El 26 de febrero de 2020, Murphy publicó un video en su cuenta de Instagram revelando que Leslie Grossman, Billie Lourd, Evan Peters, Adina Porter, Lily Rabe, Angelica Ross, Finn Wittrock, y el recién llegado a la serie Macaulay Culkin fueron elegidos para la temporada. En una entrevista en mayo de 2020 con E! Online, Murphy reveló que Culkin aceptó su papel después de que le dijera la personalidad de los personajes por teléfono. Afirmó: «Le dije que tiene sexo loco y erótico con Kathy Bates y que hace otras cosas. Y él hizo una pausa y dijo: ‹Esto suena como el papel para el que nací›. Así que se apuntó en ese mismo momento». El 18 de noviembre, Murphy anunció la participación del actor Spencer Novich. El 5 de febrero de 2021 se confirmó el regreso de Frances Conroy.

### Rodaje
Aunque inicialmente se informó que la producción estaba programada para reanudar la filmación en octubre, la miembro del elenco Lily Rabe confirmó a Digital Spy que comenzaría el 2 de diciembre. En enero de 2021, 20th Century Studios presentó una solicitud a la Junta Directiva de Provincetown en la que pedía permiso para filmar en varios lugares de la ciudad entre el 1 de febrero y el 6 de marzo para un proyecto titulado Pilgrim, y la Junta finalmente lo permitió. Esto alimentó las teorías de que la décima temporada se filmaría en Provincetown tras varias pistas dejadas por Murphy y el elenco en las redes sociales que mencionan el lugar e imágenes relacionadas con el trópico.